# 牛山美耶子
牛山 美耶子（うしやま みやこ、1981年5月2日 - ）は、日本のフリーアナウンサー。元信越放送（SBC）アナウンサー。かつては犛山 美耶子の表記で活動。
長野県上田市（旧小県郡武石村）出身。地上デジタル放送推進大使のSBC代表を務めた。「うっしー」の愛称で親しまれていた。

## 略歴
長野県上田高等学校、青山学院大学卒業。
2004年、信越放送に入社。2006年1月から同年8月までSBCニュースワイドのキャスターを担当。2015年12月、信越放送を退社。
2016年1月14日、かねてより婚約中だったバスケットボール選手の楯昌宗と結婚する。婚姻届を提出した日は夫の誕生日である。結婚後、夫の所属チームのある香川県高松市へ。夫の移籍により宮城県仙台市を経て、2017年8月より愛媛県松山市在住。
2017年10月よりフリーアナウンサーとして、eat 愛媛朝日テレビ『グッチョイ！』に出演していた。

## 担当番組
SBCラジオ
- おいしいワイドまるさか亭（2004年10月 - 2005年12月）
- ラジオ出たとこ勝負（2008年4月5日 - 2009年3月28日）
- 坂ちゃんのずくだせえぶりでい（2010年4月 - 2011年3月）
- ともラジ（2011年4月 - 2015年12月）

SBCテレビ
- SBCニュースワイド（2006年1月 - 8月）
- 信州まるごとワイド。キャッチ!（2006年9月4日 - 2008年3月21日）
- 総力報道!THE NEWS SBC（2009年3月30日 - 2010年3月26日）
- SBC News6（中澤佳子産休中の代行、2008年6月19日 - 2008年11月14日の月 - 水曜）
- すっぴん☆
- 3時は!ららら♪
- 信毎ニュース
- SBCスペシャル

eat 愛媛朝日テレビ
- グッチョイ!（2017年10月-）